# Bioimpedenziometria
La impedenziometria è una metodica utilizzata per la determinazione della composizione corporea (massa grassa, massa magra, acqua totale).

## Principio di base
L'impedenziometria misura l'impedenza del corpo ("bioimpedenza" o "bioresistenza") al passaggio di una corrente elettrica a bassa potenza e alta frequenza (50 kHz).

## Le apparecchiature
Le apparecchiature utilizzate possono essere di vario tipo: un'apparecchiatura professionale è costituita da 4 elettrodi, da applicare, rispettivamente, sul dorso delle mani e sul dorso dei piedi; ad essi vengono collegati dei fili conduttori, attraverso cui viene fatta circolare la corrente, che, attraversando le strutture corporee, subirà un calo della sua intensità dovuta all'impedenza associata alle strutture corporee; il segnale risultante (ovvero la risposta in termini di intensità elettrica) viene trasmesso ad un apparecchio trasduttore, che raccoglie i dati traducendoli in misure corporee. Anche le apparecchiature professionali non sono esenti da margini di errore, statisticamente si parla di uno scarto tra dato reale e dato rilevato di circa il 4%.
Questo test scientifico si basa sul principio secondo cui i tessuti biologici del nostro organismo possono comportarsi come buoni conduttori, cattivi conduttori, non conduttori oppure dielettrici cioè in grado di trattenere le cariche elettriche; le soluzioni elettrolitiche intra ed extracellulari dei tessuti magri sono ottimi conduttori, mentre le ossa e il tessuto adiposo sono cattivi conduttori poiché non sono attraversati dalle correnti.
Alcuni dati sulla resistività biologica del corpo umano, sono visibili nella tabella sottostante, da cui si desume che ogni elemento ha un'impedenza caratteristica al passaggio della corrente.

Ad esempio, l'urina presenta una bassa impedenza elettrica, pari a 30 Ω cm (essendo ricca di elementi chimici disciolti); mentre il grasso corporeo, con 2500 Ω cm, oppone un'elevata resistività elettrica.

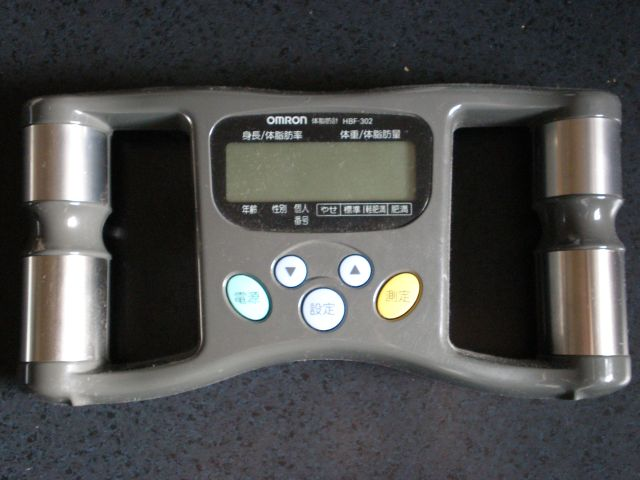
Un modello di bioimpedenziometro elettronico con elettrodi a presa palmare

| tessuti, organi e fluidi corporei | Ω·cm     |
| --------------------------------- | -------- |
| sangue                            | 150      |
| urina                             | 30       |
| muscoli                           | 300-1600 |
| polmoni                           | 1275     |
| grassi                            | 2500     |

## Il protocollo di indagine
I parametri che possono concorrere ad inficiare l'attendibilità del risultato sono numerosi, a tal proposito sarà necessario rispettare un protocollo di indagine particolarmente rigido, in modo che il dato riscontrato sia quanto più preciso possibile. La disidratazione del soggetto, la temperatura, l'eventuale attività fisica svolta nelle ore precedenti la misurazione, sono accortezze necessarie per evitare di avere risultati errati.

## Parametri
I valori misurati dal Bioimpedenziometro sono due:
- Resistenza (Rz) rappresenta la capacità di tutte le strutture biologiche di opporsi al passaggio della corrente elettrica
- Reattanza (Xc) conosciuta anche come resistenza capacitiva, è la forza che si oppone al passaggio di una corrente elettrica a causa di una capacità, cioè di un condensatore

Attraverso le misurazioni effettuate dalle apparecchiature, è possibile ottenere con l'ausilio di co-predittori quali altezza, sesso e peso, vari parametri:
- Acqua corporea totale (TBW - total body water);
- Acqua extracellulare (ECW - extra cell water);
- Acqua intracellulare (ICW - intra cell water);
- Massa cellulare (BCM - body cell mass);
- Massa magra (FFM - fat free mass);
- Massa grassa (FM - fat mass);
- Massa muscolare (MM - muscle mass);
- Metabolismo basale correlato alla massa cellulare.

## Risultati[senzafonte]
A seguito della valutazione impedenziometrica, si attribuisce al soggetto esaminato una delle seguenti tipologie fisiche:
1) Obeso latente: debole massa ossea e muscolare, elevata massa grassa. Si definisce obesità latente poiché la gracile struttura fisica fa mantenere un peso corporeo non troppo alto, ma in realtà si è decisamente grassi; in inglese è clinicamente definita "Normal Weight Obesity".
2) Obeso: notevole eccesso di massa grassa, mentre la muscolatura e l'ossatura sono nella media. Se l'eccesso di grasso è contenuto, si è solo in sovrappeso.
3) Obeso robusto: simile al precedente tipo ma con un'ossatura più robusta, che può far apparire ancora più grassi di quanto si è in realtà.
4) Fuori forma: massa grassa nella media, muscolatura troppo debole, il peso corporeo è nella norma o addirittura scarso, ma sono evidenti dei piccoli accumuli di grasso; in gergo inglese si definisce questa forma fisica come "skinny-fat", spesso tradotto in italiano come "falso magro".
5) Regolare: buona forma fisica, con grasso e muscolatura entrambi nella media, ossatura media o robusta.
6) Regolare muscoloso: forma fisica molto buona, con massa grassa a livelli medi e muscolatura molto sviluppata.
7) Magro: massa grassa ridotta, ossatura e muscolatura piuttosto deboli, il fisico è particolarmente magro ed esile.
8) Magro e muscoloso: buona muscolatura, resa ancora più evidente dall'esigua massa grassa.
9) Estremamente muscoloso: forma fisica da culturista, pochissimo grasso unito ad un'incredibile muscolatura.

## Total Body Electrical Conductivity
La TOBEC (Total Body Electrical Conductivity) è una metodica utilizzata per la determinazione della composizione corporea (massa grassa, massa magra, acqua totale) attraverso la misura della conduttanza del corpo al passaggio di una corrente elettrica.